# 鬚蟾魚屬
鬚蟾魚屬（学名：Barchatus），為輻鰭魚綱蟾魚目蟾魚科的其中一属。

## 下属物种
- 紅海鬚蟾魚 Barchatus cirrhosus：又稱紅海似海蟾魚。